# Północnomacedońskie odznaczenia
Północnomacedońskie odznaczenia (mac. одликувања на Република Северна Македонија) – ordery i medale przyznawane za zasługi w Republice Macedonii Północnej.
| Baretka      | Nazwa polska                                                                                                   | Nazwa macedońska                                                                                            |
| Ordery       | Ordery | Ordery |
| ------------ | --- | --- |
|              | Order Republiki Macedonii Północnej                                                                            | Орден на Република Северна Македонија                                                                       |
|              | Order 8 Września                                                                                               | Орден "8 Септември"                                                                                         |
| (w przygot.) | Order Ilinden–1903                                                                                             | Орден "Илинден -1903 година"                                                                                |
|              | Order za Zasługi dla Republiki Macedonii Północnej                                                             | Орден за заслуги за Република Северна Македонија                                                            |
|              | Order Zasługi Wojskowej                                                                                        | Орден за воени заслуги                                                                                      |
| (w przygot.) | Order Świętej Matki Teresy                                                                                     | Орденот Света Мајка Тереза                                                                                  |
| Medale       | | |
|              | Medal za Zasługi dla Republiki Macedonii Północnej                                                             | Медал за заслуги за Република Северна Македонија                                                            |
|              | Medal za Odwagę                                                                                                | Медал за храброст                                                                                           |
| (w przygot.) | Medal Honoru                                                                                                   | Медал на честа                                                                                              |
| (w przygot.) | Medal WIECZNE SŁOŃCE                                                                                           | Медал ВЕЧНО СОНЦЕ                                                                                           |
|              | Medal za udział w operacjach humanitarnych lub misjach pokojowych poza granicami Republiki Macedonii Północnej | Медал за учество во хуманитарни или мировни операции надвор од територијата на Република Северна Македонија |

Od 12 lutego 2019 nazwy odznaczeń odzwierciedlają zmienioną nazwę państwa. Baretki i kolejność odznaczeń nie zmieniły się.